# Carrosio
Carrosio är en ort och kommun i provinsen Alessandria i regionen Piemonte i Italien. Kommunen hade 500 invånare (2018).